# サンディ (ユタ州)
サンディ（英: Sandy）は、アメリカ合衆国ユタ州のソルトレイク郡にある都市。ソルトレイクシティの郊外に位置している。人口は9万6904人（2020年）。
サンディにはサウスタウンセンターというショッピングセンターがあり、またジョーダン・コモンズ娯楽と食事の複合施設やサウスタウン展示場がある。2008年10月8日にオープンしたサッカー専用のリオ・ティント・スタジアムがあり、レアル・ソルトレイクがホームゲームを行っている。

## 歴史
サンディはワサッチ山脈の麓にあり、ソルトレイクシティからは南に13マイル (19 km) に位置する初期開拓地の一部である。この地域は昔パイユート族、ショショーニ族およびバノック族インディアンの遊牧民が使っており、冬の家であるユタ湖から夏の漁労場であるベア湖まで山地の麓を動き回っていた。
サンディの恒久的開拓者は1860年代と1870年代に移動してきており、ソルトレイク・バレーの南端がまだ込み合っておらずに土地があったからだった。当初の区画は基本的に1マイル四方であり、ジョーダン川流域の東端に沿い山脈の縁に並行して南北に走る沖積平野にあった。1873年にブリガム・ヤングがここの乾燥した大地の故にサンディと名付けた。
1863年、ユニオン（7200サウス通り）とダニオン（ポイント・オブ・ザ・マウンテン）の間にはわずか４軒の家しか無かった。セインの家産は6600サウスと800イーストで1つはクレセントに1つはダニオンにあり、4つ目は現在のサンディ市域から外れていた。それから数年のうちに、ヨークシャーの農夫で1853年にユタに移民してきていたトマス・アルソップが現在のサンディ市のカウンティ道路からフォースイーストまで、アルタ道路からリンデル・パークウェイのおよそ半分を所有した。ルグランド・ヤングはフォースイーストからステイト通りまでの土地を所有した。
農夫達はサンディの名前のもとになった乾燥した大地を意のままにするために、ソルトレイクシティ中心街からポイント・オブ・ザ・マウンテンまで伸びるステイト通りにそった土地を占領した。しかし、サンディの最初の40年間の基盤を作ったのは鉱業だった。リトル・コットンウッド・キャニオンで銀採掘が始まったとき、起業家達はサンディを供給基地として認識した。間もなくそのメインストリートにはホテル、酒場および売春宿が並び、坑夫達が稼いだばかりの賃金を遣う目的地になった。サンディにはフラグスタッフ、ミンゴおよびサターンと呼ばれる3つの大きな製錬所ができた。このことでサンディを長年製錬の地域中心地にすることになった。
サンディの歴史の歩みを決定付けるには鉄道も大きな役割を果たした。1873年、サンディとソルトレイクシティを結ぶ鉄道が完成し、地域を行き交う鉱石などの製品を運ぶ手段になった。1907年にできた路面電車線はソルトレイクシティで職を持った人々を運んだ。後には自動車がその役割を果たすようになった。
1890年代に鉱山が衰退したときにサンディも行き詰まり、その後の市経済は農業社会への転換が進んだ。サンディが、鉱床が無くなったときの鉱山町のように消失しなかったという事実は、その位置、資源および住人の気質によるものだった。
サンディは1893年に自治体化されたが、これにはモルモン教徒住人が町の中の「不快な」要素と考えたものと戦おうとしたことが一部貢献した。サンディは始まりが鉱山だったために、ユタの他の田園町とは異なり、ブームタウンの要素があった。サンディは自治体化した後に自身を再定義したかのようだった。多くの独身者や流れ者が町を去った。1900年までに酒場やホテルは少数になり、町の中では誰もが互いに見知りあいであるユタの他の田園町に大変似てくるようになった。教会、農園、事業および家族が住人世界の焦点を形成した。
60年間以上続いたこのような生活のペースと様式は、戦争、世界恐慌および移り変わる季節でのみ中断された。人口、経済傾向あるいは社会の風習には大きな変化が無く、生活のありきたりで安定したリズムを変えることは無かった。
しかし、この田園町がその第二のブームと共に劇的な変化を遂げたのが1960年代後半だった。地元の指導者や住人は、メインストリートとセンターストリートに沿った論理と歴史の中心からサンディが外に向って成長すると常に考えていた。しかし人口の拡大は地区があらゆる方向に広がっていくにつれて、その物理的中心には関係なくなった。
1970年代には小さな地域社会が形をなし、伝統的に市が行っていたサービス、学校およびショッピングを肩代わりした。ソルトレイク郡とサンディが土地と資源の支配権を巡って競い合うにつれて、合併の問題が大きくなっていった。サンディは若者と家族指向の住民を特徴とする小さな地域社会の集合体になった。当初はベッドタウンと考えられ、現在でもそのような機会が多いが、ステイト通りやその他幹線道路にそって繁盛する商業地を抱えて発展してきた。

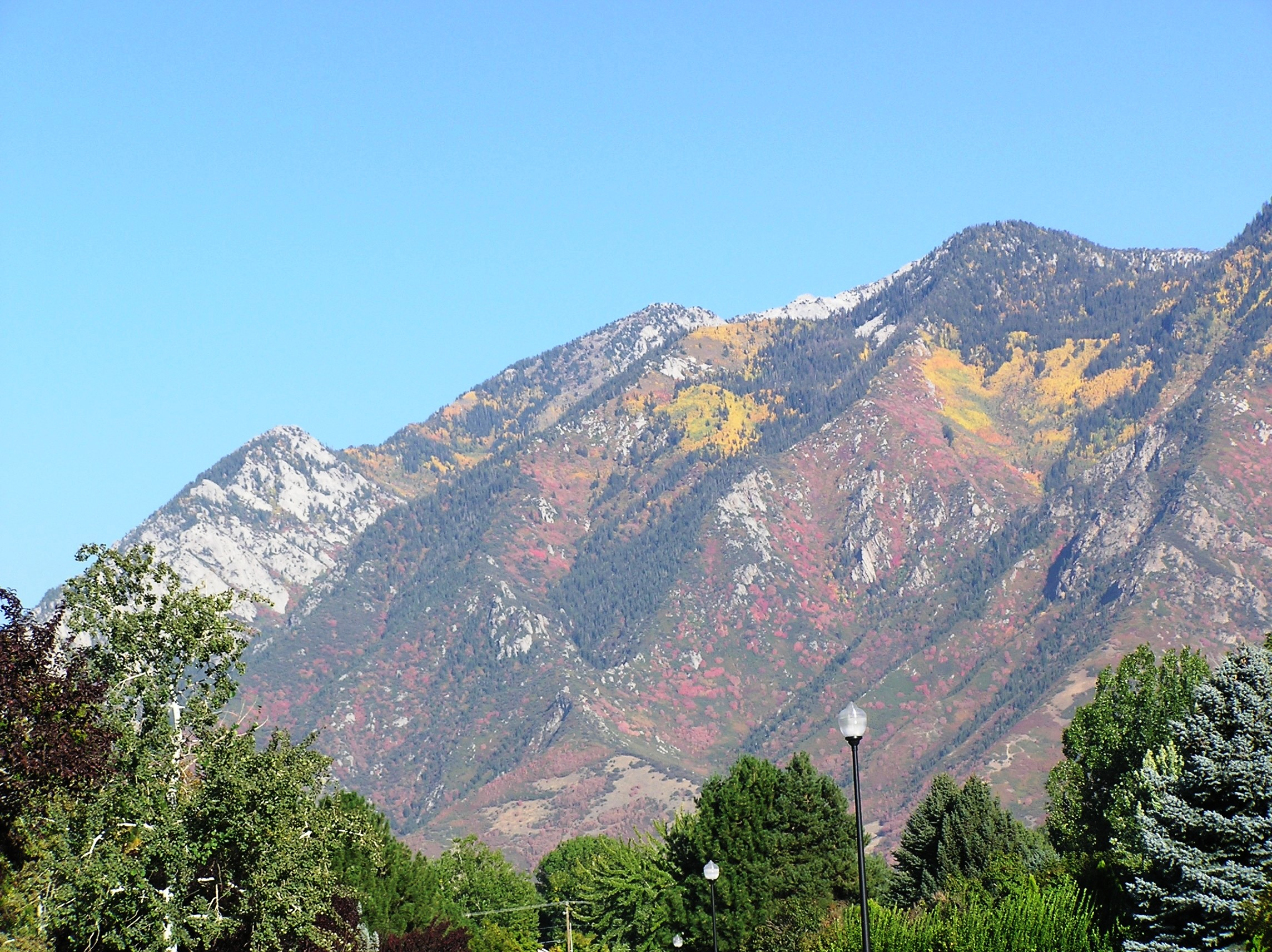
サンディから見たワサッチ山脈

## 地理と気候
サンディは北緯40度34分21秒 西経111度51分35秒 / 北緯40.57250度 西経111.85972度に位置する。アメリカ合衆国国勢調査局に拠れば、市域全面積は22.4平方マイル (57.9 km2)、このうち陸地は22.3平方マイル (57.8 km2)、水面は0.04平方マイル (0.1 km2)で水域率は0.09％である。
サンディ市東部の主要住宅地域はワサッチ山脈に向う斜面を登っており、西部はバレーの底にある。州間高速道路15号線とステイト通り（アメリカ国道89号線）が市の西部を走り、西のジョーダン川がウェストジョーダンやサウスジョーダンとの市境になっている。
| サンディの気候         | サンディの気候 | サンディの気候 | サンディの気候 | サンディの気候 | サンディの気候 | サンディの気候 | サンディの気候 | サンディの気候 | サンディの気候 | サンディの気候 | サンディの気候 | サンディの気候 | サンディの気候 |
| 月                     | 1月            | 2月            | 3月            | 4月            | 5月            | 6月            | 7月            | 8月            | 9月            | 10月           | 11月           | 12月           | 年             |
| ---------------------- | -------------- | -------------- | -------------- | -------------- | -------------- | -------------- | -------------- | -------------- | -------------- | -------------- | -------------- | -------------- | -------------- |
| 最高気温記録 °C （°F） | 17 (63)        | 21 (70)        | 29 (84)        | 32 (89)        | 39 (103)       | 41 (106)       | 44 (111)       | 41 (106)       | 38 (100)       | 34 (94)        | 24 (76)        | 21 (69)        | 44 (111)       |
| 平均最高気温 °C （°F） | 5 (41)         | 8 (47)         | 13 (56)        | 18 (65)        | 24 (75)        | 31 (87)        | 35 (95)        | 34 (94)        | 28 (83)        | 21 (69)        | 12 (53)        | 6 (42)         | 19 (67)        |
| 平均最低気温 °C （°F） | −6 (22)        | −4 (25)        | 0 (32)         | 3 (38)         | 8 (46)         | 12 (54)        | 16 (61)        | 16 (60)        | 11 (51)        | 4 (40)         | −1 (30)        | −6 (22)        | 4 (40)         |
| 最低気温記録 °C （°F） | −17 (1)        | −24 (−12)      | −12 (10)       | −6 (21)        | −6 (21)        | 0 (32)         | 7 (44)         | 3 (37)         | −1 (31)        | −8 (18)        | −17 (1)        | −27 (−17)      | −27 (−17)      |
| 降水量 mm （inch）     | 38.4 (1.51)    | 31 (1.22)      | 39.6 (1.56)    | 46.2 (1.82)    | 45.5 (1.79)    | 21.6 (0.85)    | 24.1 (0.95)    | 24.1 (0.95)    | 27.4 (1.08)    | 43.9 (1.73)    | 33.5 (1.32)    | 24.4 (0.96)    | 399.8 (15.74)  |
| 出典： 2009/7/28       |                |                |                |                |                |                |                |                |                |                |                |                |                |

## 人口動態
以下は2000年の国勢調査による人口統計データである。
| 基礎データ - 人口: 88,418人 - 世帯数: 25,737世帯 - 家族数: 21,773家族 - 人口密度: 1,528.8人/km2（3,960.5人/mi2） - 住居数: 26,579軒 - 住居密度: 459.6軒/km2（1,190.5軒/mi2） 人種別人口構成 - 白人: 93.52% - アフリカン・アメリカン: 0.50% - ネイティブ・アメリカン: 0.35% - アジア人: 2.17% - 太平洋諸島系: 0.31% - その他の人種: 1.50% - 混血: 1.65% - ヒスパニック・ラテン系: 4.38% 年齢別人口構成 - 18歳未満: 34.5% - 18-24歳: 11.1% - 25-44歳: 27.5% - 45-64歳: 21.8% - 65歳以上: 5.2% - 年齢の中央値: 29歳 - 性比（女性100人あたり男性の人口） - 総人口: 100.9 - 18歳以上: 97.7 | 世帯と家族（対世帯数） - 18歳未満の子供がいる: 51.3% - 結婚・同居している夫婦: 72.9% - 未婚・離婚・死別女性が世帯主: 8.6% - 非家族世帯: 15.4% - 単身世帯: 11.6% - 65歳以上の老人1人暮らし: 3.4% - 平均構成人数 - 世帯: 3.42人 - 家族: 3.73人 収入と家計 - 収入の中央値 - 世帯: 66,458 米ドル - 家族: 70,801米ドル - 性別 - 男性: 47,031米ドル - 女性: 29,661米ドル - 人口1人あたり収入: 22,928米ドル - 貧困線以下 - 対人口: 3.8% - 対家族数: 2.8% - 18歳未満: 4.0% - 65歳以上: 5.7% |

## 教育
サンディはキャニオンズ教育学区内に位置している。この学区は2007年の住民投票でジョーダン教育学区からの分離独立を決め、2009年から2010年の教育年から運営を始めた。市内には小学校18校、中学校6校、高校2校、技術学校1校およびオルタナティブ・スクールが1校ある。

## 交通
ユタ交通公社のライトレール「TRAX」の駅が3つあり、通勤通学に利用されている。
市内の道路はソルトレイク郡の他地域と同様にソルトレイクシティに始まる道路番号体系を使っている。州間高速道路15号線が市の西部を走り、市内には出口が3か所ある。アメリカ国道89号線（ステイト通り）が州間高速道路15号線と並行して南北に走る。州道209号線が東西の幹線であり、ワサッチ山脈の高地にあるアルタが終点になっている。

## 著名な住人
- ヘザー・アンダーソン - 2007年ミス・ユタ
- ジョン・ブルザンク - プロの腕相撲家
- ジェームズ・フォリントン - プロレスラー
- ボニー・グリットン - ピアニスト、教授
- ミーガン・ジョイ - テレビ番組アメリカン・アイドルのシーズン8で決勝進出
- ポール・ミルサップ - NBAバスケットボール選手、ユタ・ジャズ
- ダグ・ジョリー - NFLアメリカンフットボール選手
- カール・メルツァー - ウルトラマラソンの選手、
- ジェイミー・ピエール - フリースタイルスキーのプロ選手
- ディック・サイモン - カーレースのドライバー
- マイク・ウェア - プロゴルファー
- メアリー・エリザベス・ウィンステッド - 女優
- ダマルケス・ジョンソン - 総合格闘家

## 大衆文化の中で
- 1992年のテレビ映画Deliver Them From Evil: The Taking of Alta Viewは1991年にサンディで起こったアルタ・ビュー病院人質事件をもとに構成されていた。
- エリザベス・スマート誘拐事件の被害者エリザベスは自宅から連れ去られてから9ヵ月後に、サンディの通りを歩いているところを保護された。犯人も捕まった。この場面がCBSの映画The Elizabeth Smart Storyで放送された。
- ケーブルテレビHBOのドラマBig Loveはサンディを舞台にしている。

## 姉妹都市
- メキシコ、コアウイラ州ピエドラス・ネグラス
- ドイツ、リーザ